# رضي الدين الطبري
أبو إسحاق رضي الدين إبراهيم بن مُحَمد بن إبراهيم بن أبي بكر بن مُحَمد الطبري المكي الشافعي (636 هـ - 722 هـ / 1238م - 1322م) عالم ومُحَدث وفقيه من أهل مكة المكرمة سمع من ابن الجميزي وشعيب الزعفراني وعبد الرحمن بن أبي حرمي والمرسي وجماعة غيرهم قال ابن حجر العسقلاني: «كان رضي الدين الطبري صيناً، قل أن ترى العُيُون مثله من التواضع والوقار والخير، لم يخرج من الحجاز فكان يقول ما رأيت في عمري يهودياً ولا نصرانياً». وقال ابن كثير: «الشيخ الإمام العالم رضي الدين أبو إسحاق إبراهيم بن محمد بن أبي بكر الطبري المكي الشافعي إمام مقام إبراهيم أكثر من خمسين عاماً، سمع الحديث من شيوخ بلده والواردين إليها ولم يكن له رحلة، وكان يفتي الناس مدةً طويلة وذكر أنه اختصر كتاب شرح السنة للبغوي». وقال عنه ابن العماد الحنبلي: «شيخ الإسلام وإمام المقام كان صاحب حديث وفقه وإخلاص وتآله روى عن شعيب الزعفراني، وابن الجميزي، وعبد الرحمن بن أبي حرمي، وأجاز له السخاوي وغيره».